# Sweet Country (film 2017)
Sweet Country è un film del 2017 diretto da Warwick Thornton.
Ha vinto il Premio speciale della giuria alla 74ª Mostra internazionale d'arte cinematografica di Venezia.

## Trama
Il film (che ha una narrazione corale) è ambientato nell'entroterra australiano, sotto un sole rovente di inizio 1920. Qui, in una sorta di Far West del continente australe, gli aborigeni vengono dipinti come il corrispettivo degli indiani d'America, schiavizzati e brutalizzati dai bianchi.
Sam, uno di questi aborigeni, vive insieme alla moglie Lizzie nel ranch di Fred, il quale non discrimina i suoi dipendenti. Parallelamente un altro proprietario terriero, Mick Kennedy, aderisce invece al razzismo dominante dell'epoca, trattando con supponenza persino il suo piccolo servitore di colore, Philomac, verso il quale sembra però non essere totalmente impenetrabile.
Questo delicato equilibrio si infrange definitivamente quando Harry, un reduce di guerra colmo di rancore e di aggressività repressa, decide di trasferirsi nella zona.

## Riconoscimenti
- 2017 - Mostra internazionale d'arte cinematografica di Venezia
  - Premio speciale della giuria
  - In competizione per il Leone d'oro al miglior film
- 2017 - Toronto International Film Festival
  - Toronto Platform Prize
- 2018 - AACTA Award
  - Miglior film
  - Miglior regia a Warwick Thornton
  - Miglior sceneggiatura originale a David Tranter e Steven McGregor
  - Miglior attore a Hamilton Morris
  - Miglior fotografia a Warwick Thornton
  - Miglior montaggio a Nick Meyers
  - Candidatura per la miglior attrice non protagonista a Natassia Gorey-Furber
  - Candidatura per il miglior suono a Sam Gain-Emery, Thom Kellar, Will Sheridan e David Tranter
  - Candidatura per i migliori costumi a Heather Wallace